# Reichskammergericht

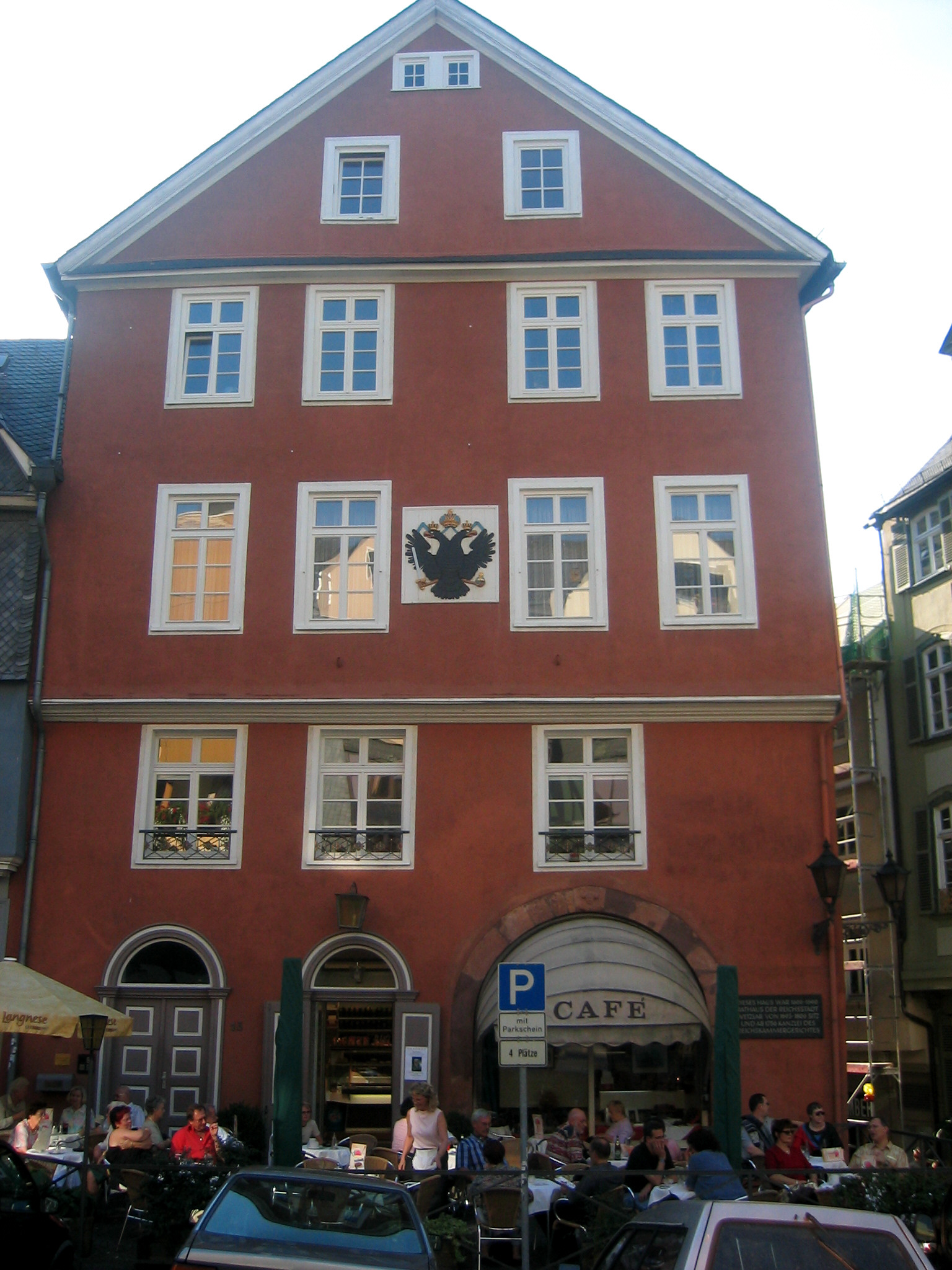
Sediul Reichskammergericht din Wetzlar

Reichskammergericht (în latină Iudicium imperii) (Înalta Curte de Apel Imperială) a fost cea mai înaltă instanță de judecată a Sfântului Imperiu Roman, de la înființarea ei la dieta de la Worms în 1495, până la dizolvarea sa în anul 1806. A funcționat întâi în orașul Frankfurt pe Main.
Statutul curții din 1495 (Reichskammergerichtsordnung), § 3 prevedea că judecătorii trebuiau să se ghideze după dreptul comun (în latină ius commune, în germană gemeines Recht), dând astfel Dreptului roman un caracter oficial.
Componența membrilor Curții Imperiale era stabilită în comun de împărat și de Dieta Imperială. Împăratul numea președintele instanței de judecată (de obicei un reprezentant al celei mai înalte aristocrații germane), președinții camerelor judiciare, precum și unii judecători. Majoritatea membrilor curții erau aleși de dietă și în plus, în perioada inițială de existență a instanței, doar jumătate dintre judecători trebuiau să aibă o diplomă de doctorat în dreptul roman, apoi, din 1548, a fost prevăzut ca toți membrii Înaltei Curți să aibă o asemenea diplomă.

## Sedii
În decursul timpului, Reichskammergericht a avut sediul în diferite localități::
- 1495-1497: Frankfurt pe Main,
- 1497-1499: Worms,
- 1500 : Augsburg,
- 1501 : Nürnberg,
- 1502 : Augsburg,
- 1503-1509: Regensburg,
- 1509-1513: Worms,
- 1513-1514: Speyer,
- 1514-1520: Worms,
- 1521-1524: Nürnberg,
- 1524-1527: Esslingen,
- 1527-1689: Speyer,
- 1689-1806: Wetzlar (În prezent, în clădire se află un muzeu al Reichskammergericht)